# Domenico Tintoretto
Domenico Robusti, também conhecido como Domenico de Tintoretto, (Veneza, 1560 — Veneza, 17 de maio de 1635) foi um pintor italiano de Veneza. Ele cresceu sob a tutela de seu pai, o renomado pintor de Jacopo Tintoretto.

## Vida

### Aprendizagem
Domenico nasceu em Veneza.

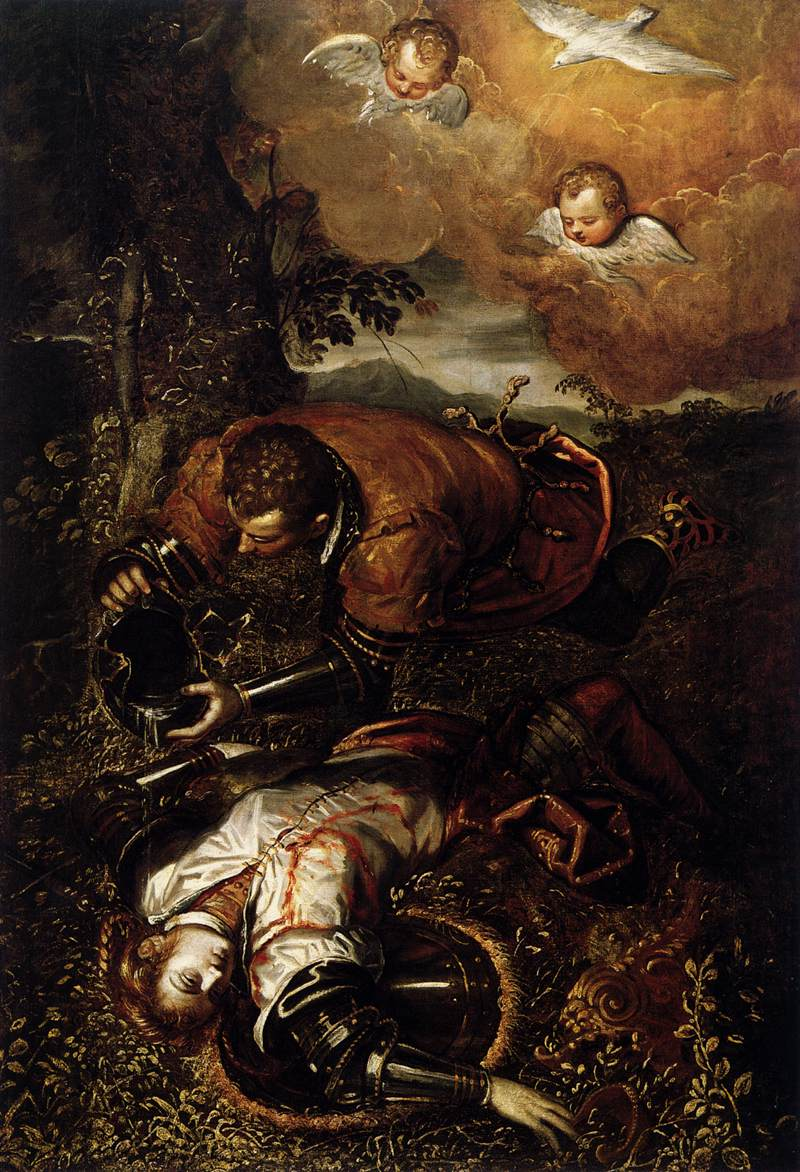
Domenico de Tintoretto, Tancred batizando Clorinda, Museu de Belas-Artes de Houston), 1585.

Aos 17 anos de idade, ele tornou-se um membro da associação de pintores venezianos e, para continuar a sua formação, trabalhou ao lado de seu pai na execução das pinturas do Palácio dos Doges, em Veneza. Domenico, em seguida, começou a trabalhar de forma independente no palácio, focando seu trabalho em temas históricos, incluindo arranjos complexos de várias figuras em cenas de batalha. Mas ao longo de sua vida, Domenico também pintou várias encomendas religiosas. Alguns de seus célebres retábulos incluem São Jorge Matando o Dragão em San Giorgio Maggiore, o Translado do Corpo de São Marcos de Veneza, na Scuola de San Marco, Uma Aparição de São Marcos na Igreja de Ducal, e retábulos em Modena e Rimini. Também são de Domenico murais no Palácio Ducal e a Scuola di San Giovanni Evangelista, e a Praga de Veneza , em San Francesco della Vigna.

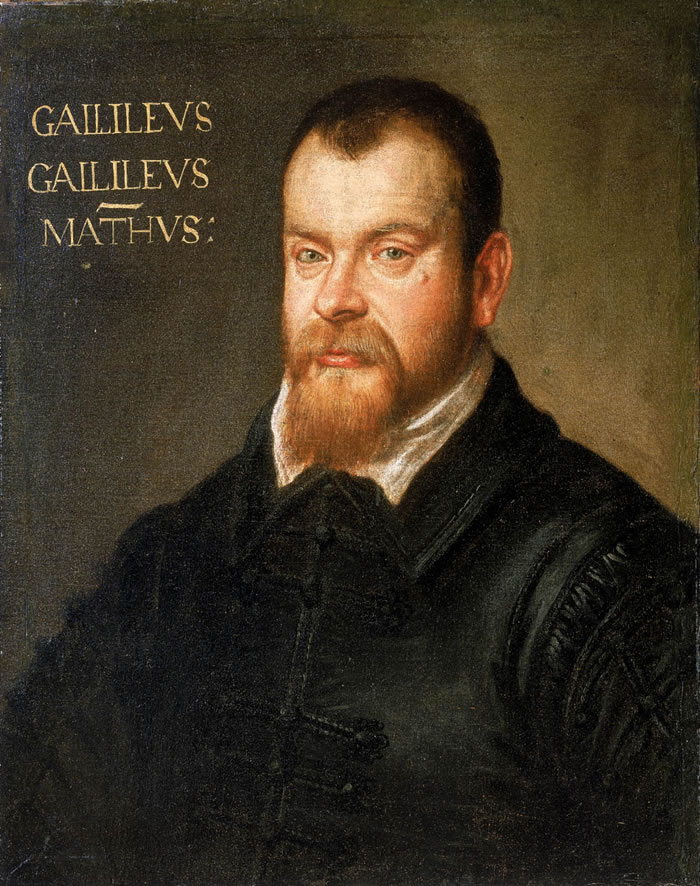
Retrato de Galileu Galilei, Museu Marítimo Nacional, 1605-1607

### Retrato

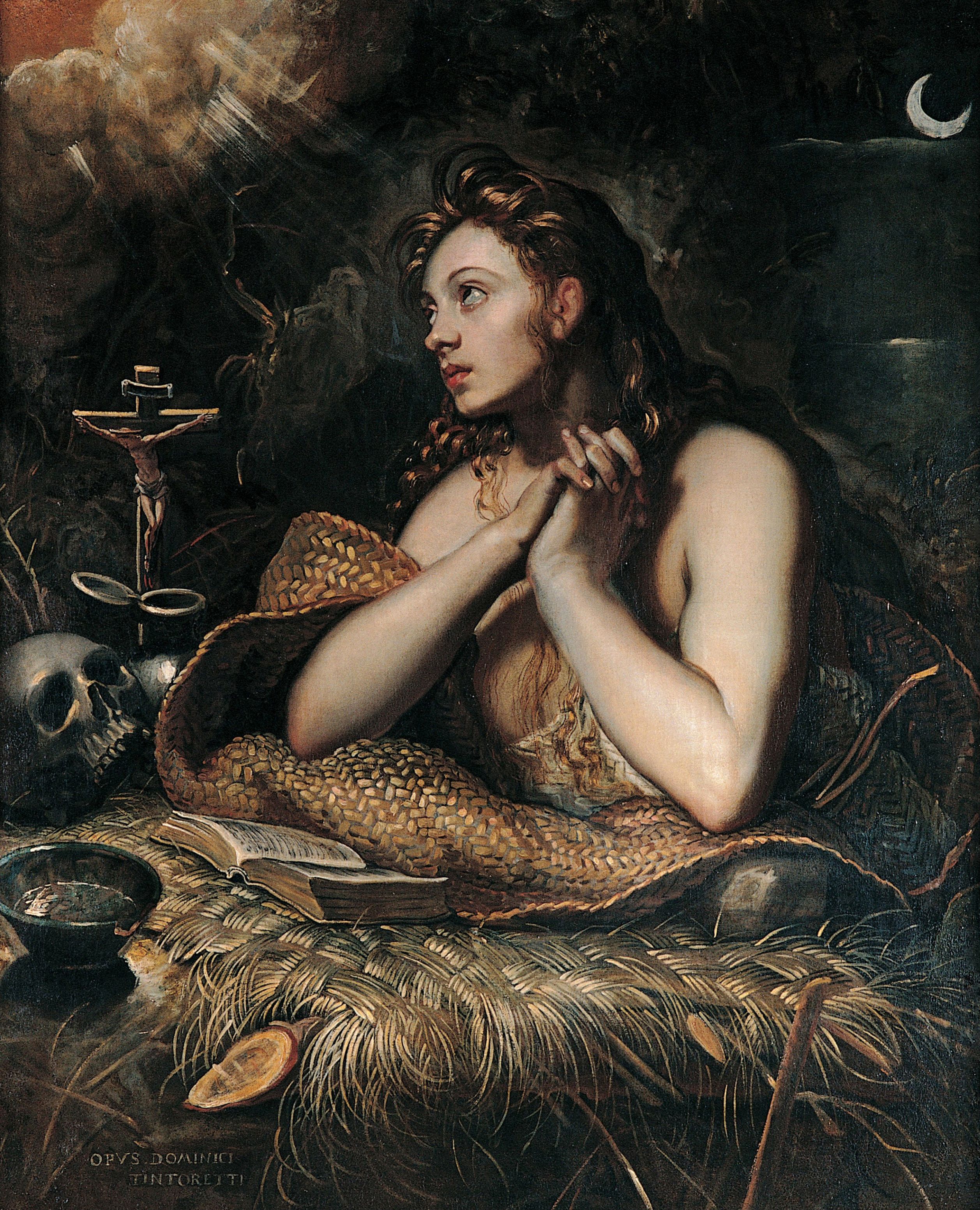
Magdalena penitente

Argumenta-se que, a maior contribuição para a história de Domenico através da pintura está em seu retrato. Domenico pintou Margarita de Áustria, que tornou-se Rainha de Espanha, através de seu casamento com Filipe II. Outros retratos encomendados incluem a Duquesa Margarida, viúva do Duque Alfonso II de Ferrara, doge Pasquale Cicogna, doge Marino Grimani, Marc Antonio Memmo, Giovanni Bembo, Luigi d'Este, o Conde d'Aron e Vincenzo I Gonzaga, o 4º Duque de Mântua. De acordo com Carlo Ridolfi e as evidências de retratos preervados, como o de Sir John Finet, futuro Mestre de Cerimônias de Charles I, Domenico pintou muitos visitantes de Veneza que eram ingleses, incluindo o grande colecionador Conde de Arundel, sua esposa e filhos.

### Estilo Individual
Quando Jacopo morreu em 1594, Domenico facilmente assumiu a execução do estúdio de Tintoretto, com a ajuda de seu irmão Marco, e seu assistente, Bastian Casser. Enquanto os trabalhos anteriores de Domenico seguiam o estilo e a visão artística de seu pai, com o acoplamento de cores fosforescentes em figuras carregadas de composições, a sua própria personalidade artística eventualmente surgiu como uma tendência a dar mais foco às paisagens dentro de uma composição, ou os detalhes de fundo. Os desenhos de Jacopo dependiam fortemente de uma gestual linha de trabalho, mas de os de Domenico tendiam para uma modelagem de formas no estilo  claro-escuro. Apesar de Domenico trabalhae como artista na sombra de seu pai, às vezes, seus trabalhos foram inegavelmente superiores à de Jacopo Robusti. Um exemplo desse sucesso é na pintura do Retrato de um Senador. Neste retrato, Domenico vai além do processo de semelhança física e status social e atinge o ideal Renascentista capturando a individualidade elementar, um resultado que o coloca na tradição de Rembrandt, Velasquez ou Ticiano.

### Influências Temáticas
Em sua juventude, Domenico dedicou algum tempo para o estudo da literatura que informaria seus temas poéticos, históricos e morais. Ele pintou quatro telas de Ariosto sobre o tema de Verginella e de Lucrécio e Marino ele pintou um homem sentado em um berço com um pé na borda de um túmulo, sugerindo que "do berço ao túmulo, a vida é um curto passo."

## Avaliação

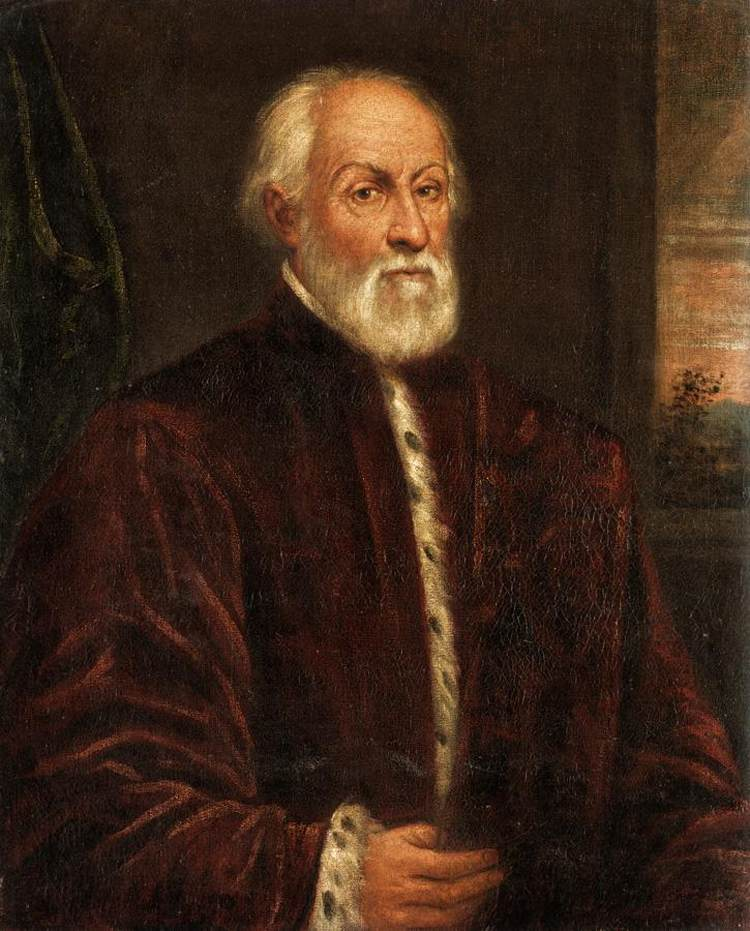
Retrato de um Cavalheiro

### Atribuição
A atribuição de pinturas ao estúdio de Tintoretto é um assunto de debate acadêmico quanto à determinação de quais pinturas foram executadas pelo pai e por ele. Mas mesmo um estudioso levaria esse debate sobre tal atribuição um passo mais longe. Erica Tietze-Conrat, uma historiadora de arte austro-americana, enxergou nas pinturas de Domenico uma execução tão perfeita que sugeriu que a obra "Vênus e o Tocador de alaúde", atribuído a Ticiano, poderia ser na verdade trabalho de Domenico. Quando Joachim von Sandrart visitou Veneza em 1628, ele escreve sobre a aquisição de uma pintura, que ele atribui ao "o Jovem Jacopo Tintoretto " e descreve a pintura como uma Vênus reclinada em um sofá de veludo ladeado por Cupido com uma coroa de louro e um cortesão tocando um alaúde.

### Herdeiro de seu estúdio
Com a idade de setenta e quatro Domenico foi acometido de apoplexia e perdeu o uso da mão direita. Embora ele tentasse pintar com a mão esquerda, ele não foi bem sucedido. Domenico havia se afeiçoado à ideia de doar o estúdio para que pintores contemporâneos formassem uma academia, mas, eventualmente, ele se aborreceu com alguns desses pintores e decidiu repassar o estúdio à Sebastiano Casser. Sebastiano, de ascendência alemã, casou-se com a irmã de Domenico adotando nome Tintoretto. Ele continuou a manter o recinto como um estúdio e museu após a morte de Domenico em 1635 e de seu irmão mais jovem, Marco, em 1637. Domenico morreu com a idade de setenta e cinco, e foi enterrado perto de seu pai, em Santa Maria dell'Orto.

Principais Obras
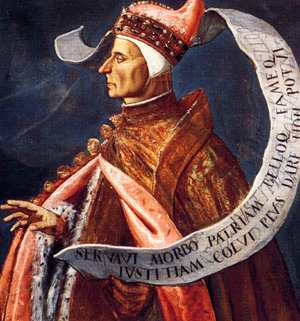
Marco Barbarigo
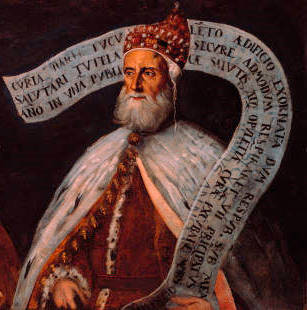
Francesco Donato
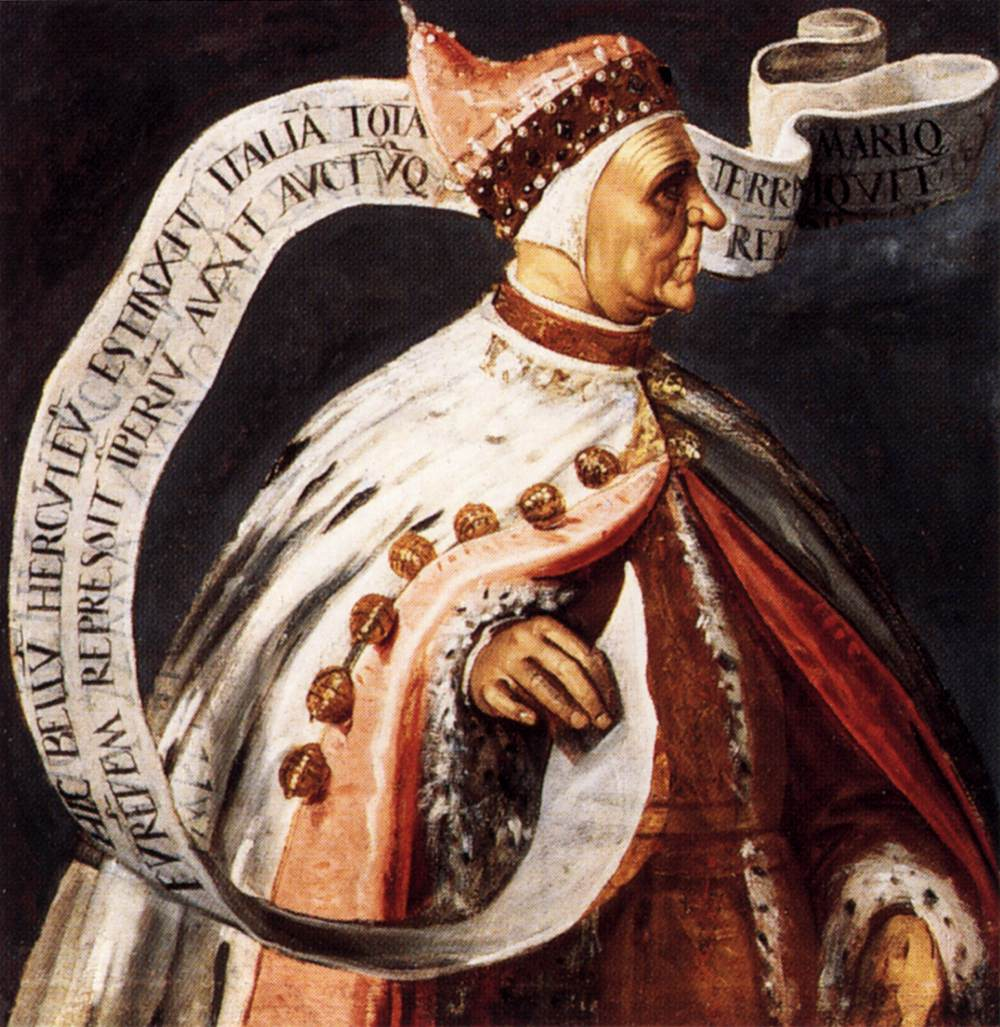
Giovanni Mocenigo
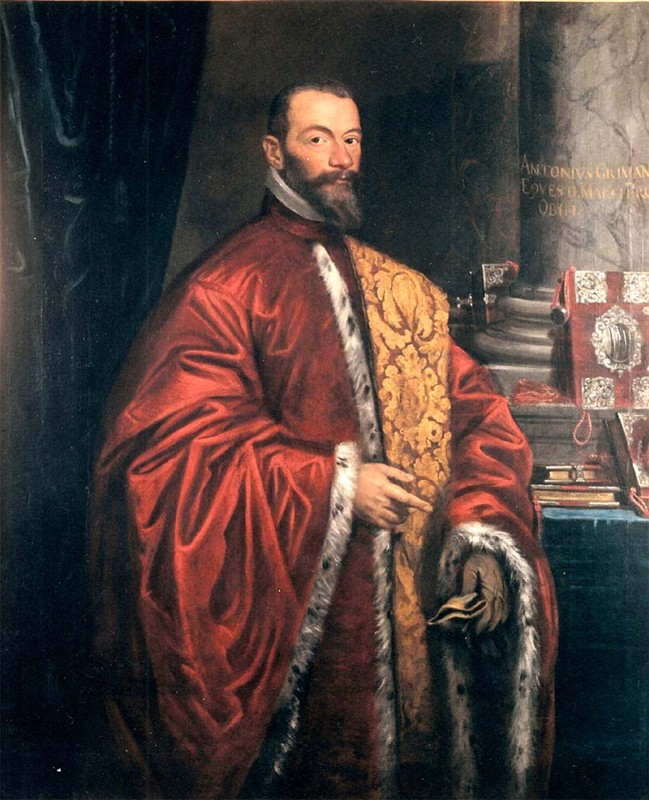
Antonio Grimani
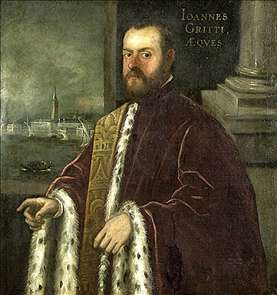
Retrato de Domenico Tintoretto
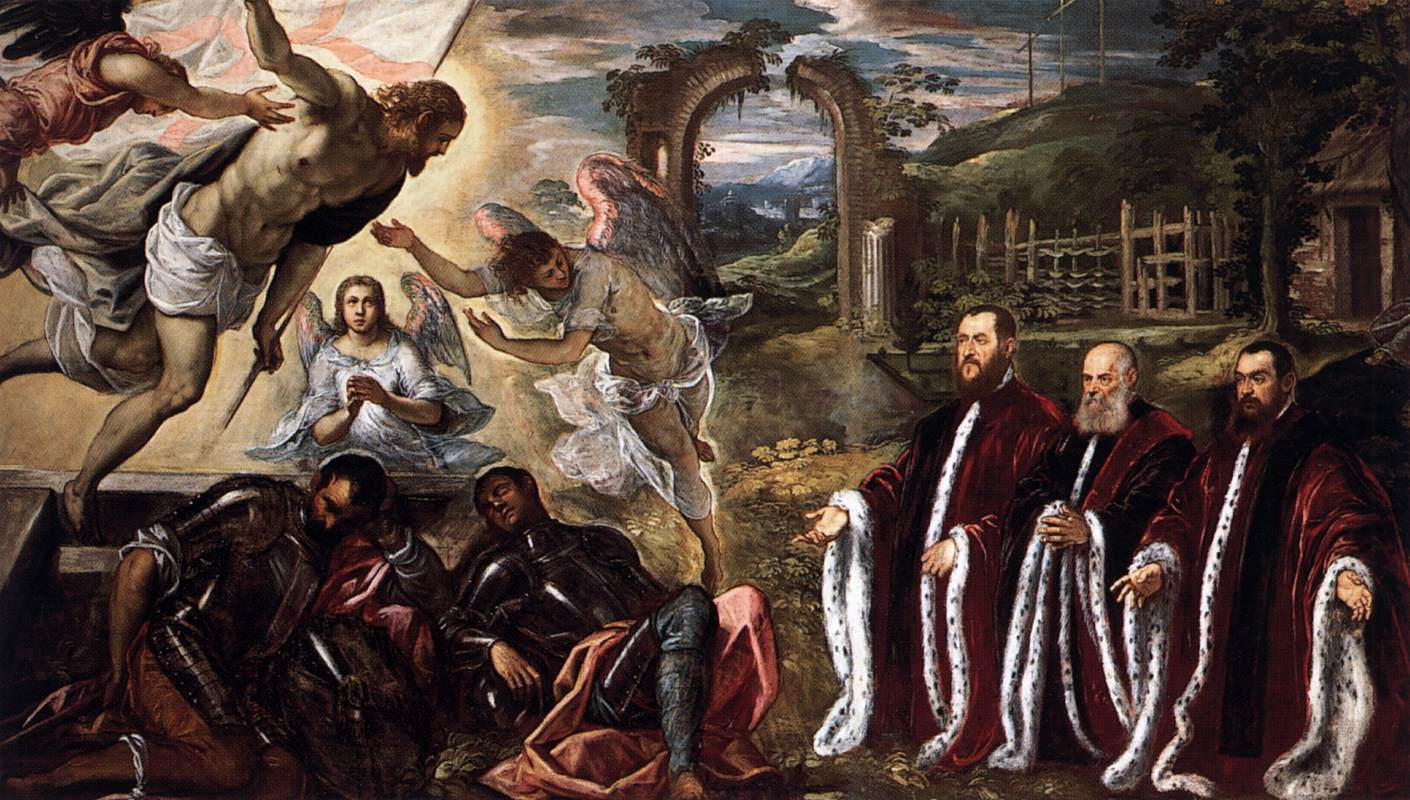
Ressurreição
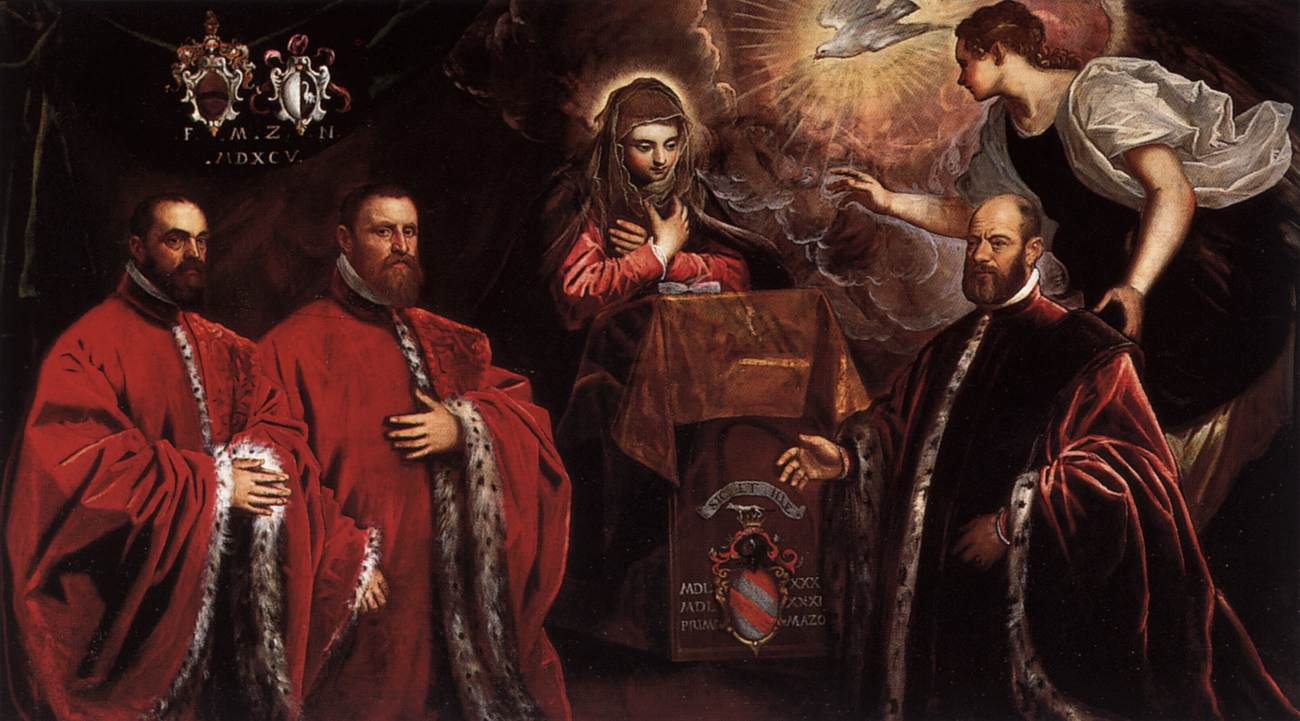
Anunciação
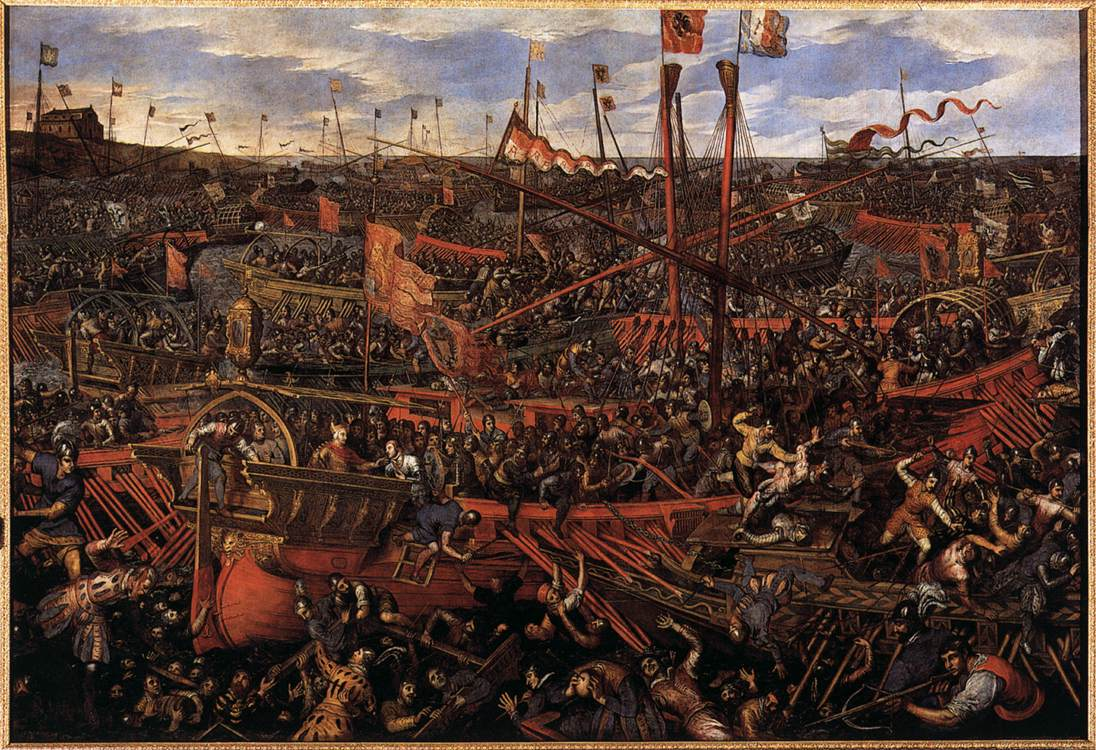
Batalha de Salvore
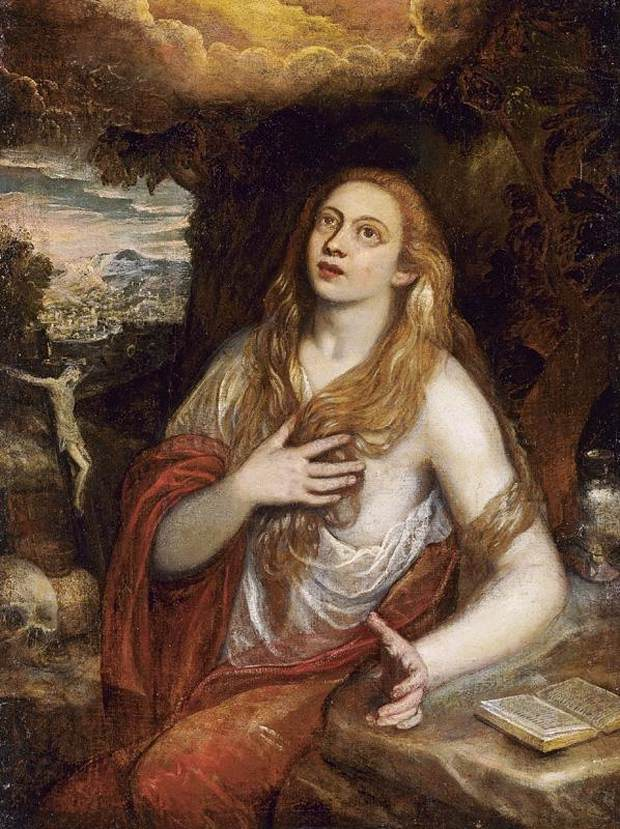
Madalena Penitente
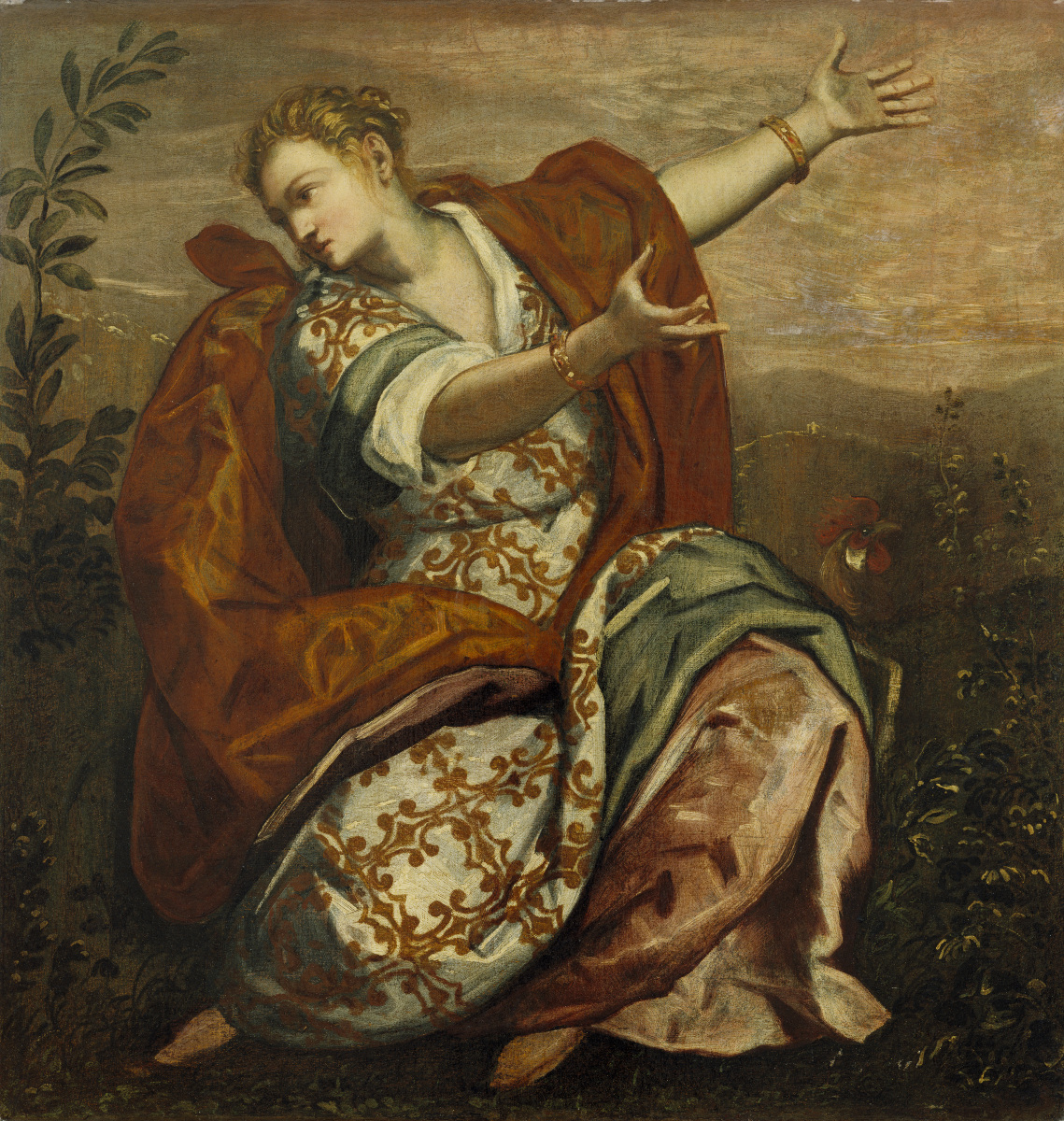
Alegoria da Vigilância